# Javaanse barbeel
De Javaanse barbeel (Barbonymus gonionotus) is een straalvinnige vis uit de familie van karpers (Cyprinidae) en behoort derhalve tot de orde van karperachtigen (Cypriniformes). De vis kan een lengte bereiken van 40 cm.

## Leefomgeving
De Javaanse barbeel is een zoetwatervis. De vis prefereert een tropisch klimaat. Het verspreidingsgebied beperkt zich tot Azië. De diepteverspreiding is 0 tot 15 m onder het wateroppervlak.

## Relatie tot de mens
De Javaanse barbeel is voor de visserij van aanzienlijk commercieel belang. In de hengelsport wordt er weinig op de vis gejaagd. Tevens wordt de soort gevangen voor commerciële aquaria.